# Alessandria (stacja kolejowa)
Alessandriaⓘ (wł. Stazione di Alessandria) – stacja kolejowa w Alessandrii, w regionie Piemont, we Włoszech. Znajduje się tu 6 peronów.

## Ruch
Obsługa pasażerów odbywa się wyłącznie przez Trenitalia (filia Ferrovie dello Stato) w imieniu regionu Piemont.
Zatrzymują się tu pociągi regionalne, InterCity, Eurostar i Express.
W sumie około 332 pociągów obsługuje stację, którymi można dojechać m.in. do: Torino Porta Nuova, Genova Piazza Principe i Novary.